# Eizo
Eizo Corporation (яп. 株式会社ナナオ) — японська компанія-виробник професійних комп'ютерних дисплеїв. Заснована в березні 1968 року, але отримала свою нинішню назву лише в 1999 році, коли компанії Nanao Corporation і Eizo злилися в єдину корпорацію. Штаб-квартира знаходиться в місті Хакусан префектури Ісікава.
Слово Eizo в японській мові означає «відображення».

## Історія назви компанії
У 1968 році в місті Хакуй (префектура Ісікава) була заснована компанія Hakui Electronic Corporation, що займалася виробництвом телевізорів.
У березні 1978 року компанія була перейменована в Nanao Corporation. У 1976 році почалося виробництво промислових моніторів, а в 1981 році — моніторів для персональних комп'ютерів.
Торгова марка Eizo з'явилася в Європі в 1985 році, після заснування компанії Hitec Associates Ltd., за допомогою якої здійснювався продаж продукції Nanao Corporation на європейському ринку. У той же час були засновані офіси в США для просування продукції компанії під маркою NANAO.
У січні 1990 року Hitec Associates Ltd. була перейменована в Eizo Corporation. Дев'ять років по тому компанії Nanao Corporation і Eizo Corporation об'єдналися і, таким чином, компанія отримала ім'я Eizo Nanao Corporation.

## Продукція
- РК-монітори
- Сенсорні панелі
- Приладдя для моніторів і сенсорних панелей

## Історія
- 1968: Заснування компанії Hakui Electronic Corporation в місті Хакуй (Ісікава).
- 1973: Компанія Hakui Electronic Corporation перейменована в Nanao Corporation.
- 1981: Будівництво фабрики в місті Матті (нині Хакусан).
- 1984: Заснована компанія Hitec Associates Ltd. для продажу продукції Nano Corporation на європейському ринку.
- 1985: Початок продажів моніторів під торговою маркою Eizo в Європі. Заснування в Каліфорнії компанії Nanao USA Corporation, яка пізніше була перейменована в Eizo Nanao Technologies Inc. Початок продажів моніторів під торговою маркою NANAO в США.
- 1990: Hitec Associates Ltd. перейменована в Eizo Corporation.
- 1992: Заснування компанії Eizo Sweden AB у Швеції. Пізніше Eizo Sweden AB була перейменована в Eizo Europe AB.
- 1993: Якісно новий рівень організації виробничого процесу — за стандартом ISO 9002.
- 1996: Продукція під маркою EIZO.
- 1997: Новий рівень організації виробничого процесу — за стандартом ISO 9001.
- 1998: Заснування Eizo Support Network Corporation в Матті. Налагоджено післяпродажне обслуговування в семи офісах в Японії. У всіх підрозділах компанії прийнятий стандарт екологічного менеджменту — ISO 14001.
- 1999: Злиття Nanao Corporation з Eizo Corporation під новою назвою Eizo Nanao Corporation.
- 2002: Eizo Nanao Corporation проводить первинну публічну пропозицію акцій і виходить на Токійську фондову біржу — у другій розділ (для нових та дрібних підприємств), а потім переходить в перший розділ, як велике підприємство.
- 2005: Заснування Eizo Nanao AG спільно з EXCOM AG в швейцарському селі Ау (Веденсвіль). Eizo Nanao AG займається в основному продажем і розповсюдженням РК-моніторів в секторах поліграфії, радіології та фінансів.
- 2007: EIZO відкриває дослідну лабораторію в Хакусані площею 13 000 кв. метрів, розраховану на 600 працівників. У тому ж році EIZO купує компанію Siemens A&D, що займається виробництвом моніторів для медицини. Заснування компанії EIZO GmbH в німецькому місті Карлсруе.